# América Latina Olé Tour 2016
Die América Latina Olé Tour 2016 ist eine Konzerttournee der englischen Rockband The Rolling Stones. Die Tournee begann am 3. Februar 2016 in Santiago de Chile und endete am 25. März 2016 in Havanna. Mehr als 1,2 Millionen Besucher sorgten für rund 83,9 Millionen US-Dollar Umsatzerlöse an 14 Terminen. Auf der Rangliste der erfolgreichsten Musiktourneen des Jahres 2016 belegte die América Latina Olé Tour 2016 Platz neun.

## Setlist
Die Liederabfolge vom 10. März 2016 zeigt beispielhaft die Programmgestaltung der Konzerte.
1. Jumpin’ Jack Flash
2. It’s Only Rock ‘n’ Roll (But I Like It)
3. Tumbling Dice
4. Dead Flowers
5. Beast of Burden
6. Wild Horses
7. Paint It Black
8. Honky Tonk Women
9. You Got the Silver
10. Before They Make Me Run
11. Midnight Rambler
12. Miss You
13. Gimme Shelter
14. Start Me Up
15. Sympathy for the Devil
16. Brown Sugar
17. You Can’t Always Get What You Want
18. (I Can’t Get No) Satisfaction

## Termine
| Nr.             | Datum            | Land            | Stadt             | Veranstaltungsort              | Besucher                      | Einnahmen         | Beleg        |
| Südamerika      | Südamerika       | Südamerika      | Südamerika        | Südamerika                     | Südamerika                    | Südamerika        | Südamerika   |
| --------------- | ---------------- | --------------- | ----------------- | ------------------------------ | ----------------------------- | ----------------- | ------------ |
| 1               | 3. Februar 2016  | Chile           | Santiago de Chile | Estadio Nacional de Chile      | 62.412 / 62.412               | $ 6.160.725       | [ 1 ]        |
| 2               | 7. Februar 2016  | Argentinien     | La Plata          | Estadio Ciudad de La Plata     | 155.184 / 155.184             | $ 17.637.161      | [ 1 ]        |
| 3               | 10. Februar 2016 | Argentinien     | La Plata          | Estadio Ciudad de La Plata     | 155.184 / 155.184             | $ 17.637.161      | [ 1 ]        |
| 4               | 13. Februar 2016 | Argentinien     | La Plata          | Estadio Ciudad de La Plata     | 155.184 / 155.184             | $ 17.637.161      | [ 1 ]        |
| 5               | 16. Februar 2016 | Uruguay         | Montevideo        | Estadio Centenario             | 61.445 / 61.445               | $ 7.596.103       | [ 1 ]        |
| 6               | 20. Februar 2016 | Brasilien       | Rio de Janeiro    | Maracanã-Stadion               | 60.051 / 60.051               | $ 5.588.851       | [ 1 ]        |
| 7               | 24. Februar 2016 | Brasilien       | São Paulo         | Estádio do Morumbi             | 135.656 / 135.656             | $ 12.255.726      | [ 2 ]        |
| 8               | 27. Februar 2016 | Brasilien       | São Paulo         | Estádio do Morumbi             | 135.656 / 135.656             | $ 12.255.726      | [ 2 ]        |
| 9               | 2. März 2016     | Brasilien       | Porto Alegre      | Estádio Beira-Rio              | 49.073 / 49.073               | $ 6.441.579       | [ 2 ]        |
| 10              | 6. März 2016     | Peru            | Lima              | Estadio Monumental "U"         | 47.119 / 47.119               | $ 8.095.011       | [ 2 ]        |
| 11              | 10. März 2016    | Kolumbien       | Bogotá            | Estadio El Campín              | 40.785 / 40.785               | $ 6.905.869       | [ 2 ]        |
| 12              | 14. März 2016    | Mexiko          | Mexiko-Stadt      | Foro Sol                       | 117.567 / 117.567             | $ 13.213.298      | [ 2 ]        |
| 13              | 17. März 2016    | Mexiko          | Mexiko-Stadt      | Foro Sol                       | 117.567 / 117.567             | $ 13.213.298      | [ 2 ]        |
| 14              | 25. März 2016    | Kuba            | Havanna           | Coliseo de la Ciudad Deportiva | 500.000                       | — Eintritt frei — | [ 5 ]        |
| Zusammenfassung | Zusammenfassung  | Zusammenfassung | Zusammenfassung   | Zusammenfassung                | 1.229.292 / 1.229.292 (100 %) | $ 83.894.323      | $ 83.894.323 |